# Marebbe
Marebbe, németül: Enneberg, ladin nyelven Mareo, település Olaszországban, Bolzano autonóm megyében. Lakosainak száma 3162 fő (2023. január 1.). Marebbe Badia, Braies, Bruneck, Cortina d’Ampezzo, La Valle, Luson, San Lorenzo di Sebato, San Martino in Badia és Valdaora községekkel határos.
A helység a közeli Furkel-hágóra és a Kronplatz-hegyre (Plan de Corones) menő túrák kedvelt kiindulópontja.

## Népesség
A település népességének változása:
| Lakosok száma | 3024 | 3037 | 3162 |
|               | 2017 | 2018 | 2023 |